# Thomas Kanger
Thomas Kanger (født 1951) er en svensk forfatter og journalist.
Kanger har været journalist siden 1980 og arbejdet freelance siden 1982.
Han har været tilknyttet TV4 og siden 2002 har han lavet en række programmer fra SVT.
Blandt hans faglitterære bøger er Mordet på Olof Palme (1987), der kritisk behandler efterforskningen af Palmemordet.
Kangers romaner er udgivet i flere lande, heriblandt Danmark. Flere af bøgerne er kriminalromaner, hvor hovedpersonen er kriminalinspektør Elina Wiik ved Västerås politi, hvor Det Svenske Krimiakademi udnævnte Söndagsmannen fra 2004 til en af årets bedste krimier.
På dansk foreligger Søndagsmanden (Politikens Forlag, 2008) og Englebjerget (Politiken, 2008).
På dansk foreligger også romanen Terror uden ansigt (2006), der foregår i Danmark med terrorister som angriber Antvorskov Kaserne og besætter Korsør.